# John Bretland Farmer
John Bretland Farmer (Atherstone, 5 aprile 1865 – Exmouth, 26 gennaio 1944) è stato un botanico britannico.

## Biografia
Nacque ad Atherstone nel Warwickshire fu il figlio del contadino John Henry e sua moglie Elizabeth Corbett Bretland. Frequentò la Queen Elizabeth Grammar School a Atherstone.
Vinse un posto al Magdalen College di Oxford, laureandosi MA nel 1887. Durante questo periodo fu fortemente influenzato da Isaac Bayley Balfour. Fu nominato membro del Magdalen College 1889-1897, dimostratore di botanica nel 1887-1892, e assistente professore di biologia nel 1892-1895 a Oxford, e poi divenne professore di botanica presso l'Imperial College di Londra. Ricevette un dottorato in scienze presso l'Università di Oxford nel marzo 1902.
Egli è stato eletto membro della Royal Society nel 1900, e gli fu consegnata la Medaglia Royal nel 1919 ed è stato il suo vice-presidente dal 1919 al 1921. È stato anche Presidente del Alpine Climbers Club 1910-1912.
Morì a Exmouth, sulla costa inglese il 26 gennaio del 1944.

## Famiglia
Farmer nel 1892 sposò Edith May Gertrude Pritchard.

## Pubblicazioni
Farmer è stato un editore di Annals of Botany 1906-1922 e ha scritto in particolare sulla citologia. È stato anche editore di Science Progress 1909 10 1912 e del Gardeners' Chronicle 1904 al 1906.
- Flowering Plants (1899)
- Elementary Botany (1904)
- The Book of Nature Study (6 vols) (1909)
- Die Mutationstheorie (1911) co-scritto con Arthur Dukinfield Darbishire
- Plant Life (1914)
- Nature and Development of Plants (1918)